# Członek (socjologia)
Członek – osoba należąca do stowarzyszenia, organizacji, zespołu, partii lub innej grupy społecznej. Bycie członkiem/członkinią wiąże się z pewnymi prawami i obowiązkami, które regulowane są przez niepisane normy i obyczaje lub pisane: prawo, regulamin, statut itp. W wielu organizacjach osoba pretendująca do zostania członkiem uzyskuje status kandydata, katechumena, nowicjusza, aplikanta itp. Zależnie od organizacji miano członek/członkini zastępowane jest przez tytuły: brat, druh, harcerz, kolega, matka, obywatel, ojciec, siostra, towarzysz, wierny, zuch. Naturalna potrzeba bycia akceptowanym członkiem/członkinią społeczności innej niż rodzina bywa częstym podłożem konfliktów między rodzicami a dzieckiem. Kontrowersje budzi najczęściej wolność wyboru społeczności, do której nastolatek chce przynależeć.